# La Pila, Hidalgo
La Pila är en ort i Mexiko.   Den ligger i kommunen Mineral de la Reforma och delstaten Hidalgo, i den sydöstra delen av landet, 90 km nordost om huvudstaden Mexico City. La Pila ligger 2 498 meter över havet och antalet invånare är 161.
Terrängen runt La Pila är huvudsakligen kuperad, men åt sydväst är den platt. Runt La Pila är det mycket tätbefolkat, med 1 135 invånare per kvadratkilometer. Närmaste större samhälle är Pachuca de Soto, 5,0 km väster om La Pila. Omgivningarna runt La Pila är i huvudsak ett öppet busklandskap.